# Josh Bailey
Joshua "Josh" Bailey, född 2 oktober 1989 i Bowmanville, Ontario, Kanada, är en kanadensisk professionell ishockeyforward som spelar för New York Islanders i NHL.